# Standardizzazione (statistica)
La standardizzazione è un  procedimento che riconduce una variabile aleatoria distribuita secondo una media {\displaystyle \mu } e varianza {\displaystyle \sigma ^{2}}, ad una variabile aleatoria con distribuzione "standard", ossia di media zero e varianza 1. È particolarmente utile nel caso della variabile casuale normale per il calcolo della funzione di ripartizione e dei quantili con le tavole della normale standard. Infatti i valori della distribuzione normale sono tabulati per media zero e varianza unitaria.
Il procedimento prevede di sottrarre alla variabile aleatoria la sua media e dividere il tutto per la deviazione standard (cioè per {\displaystyle \sigma } e non per {\displaystyle \sigma ^{2}}), ossia utilizzando la formula utile a trovare i punti zeta (Z-score o standard score):
{\displaystyle Z={\frac {X-\mu }{\sigma }}.}
La standardizzazione è applicabile come trasformazione lineare di un insieme di dati in statistica descrittiva.